# Linda Hopkins
Pour les articles homonymes, voir Hopkins.
Linda Hopkins, née Helen Melinda Mathews le 14 décembre 1924 à La Nouvelle-Orléans (Louisiane) et morte le 10 avril 2017 à Milwaukee (Wisconsin), est une chanteuse américaine de blues et de gospel.

## Carrière
Linda Hopkins est la fille d'un pasteur baptiste. Elle s'initie au chant à l'église locale.
Elle part pour la Californie en 1931. Elle vit à Berkeley trois ans, avant de revenir en Louisiane.
Elle signe chez Savoy Records et enregistre en 1951 sous la direction musicale de Johnny Otis et avec l'orchestre de ce dernier.
Elle enregistre en 1956 pour King Records. Elle est notamment accompagnée par Mickey Baker.
En 1963, elle enregistre Shake A Hand en duo avec Jackie Wilson, qui obtient la 21e place au hit-parade du rhythm and blues.
En 1957, elle signe chez Atlantic Records, puis en 1961 chez Brunswick Records.
Après avoir pris des cours d'art dramatique, elle joue au théâtre et au cinéma. Elle apparaît dans la comédie musicale Inner City.
En 1974, elle joue dans la comédie musicale Me and Bessie Smith, qui rend hommage à l'une de ses idoles, la chanteuse de blues Bessie Smith.
En 1985, elle interprète Black and Blue (en), dont la première a lieu à Paris.
En octobre 2005, son nom est inscrit sur le boulevard des Étoiles à Hollywood.

## Discographie
- 1976 Me and Bessie (Columbia)
- 1982 How Blue Can You Get (Palo Alto Records)
- 1994 Here's the Kid (Polygram)
- 1999 Wild Women Blues (Ais)
- 2006 The Living Legend Live! (Free Ham)
- 2008 Rock and roll Blues, Shout

## Filmographie
- 2009 Linda Hopkins: Deep in the Night avec Eddie Harris et Paul Smith.